# Kili Poyi
Kili Poyi es una película india de acción y comedia stoner de 2013  dirigida por Vinay Govind y protagonizada por Asif Ali y Aju Varghese. Se estrenó el primero de marzo de 2013 y es la primera película stoner del cine indio.
Es la película debut del director Vinay Govind.

## Trama
La película cuenta la historia de Chacko (Asif Ali) y Hari (Aju Varghese), dos amigos que trabajan en Bangalore. Para escapar al estrés de su rutina y los abusos por parte de su jefe (Sandra Thomas), deciden ir de viaje a Goa. Allí encuentran un bolso de misterioso contenido, conocen a Rachel (Sabreen Baker) y se ven envueltos en problemas.

## Reparto
- Asif Ali como Chacko.
- Aju Varghese como Hari.
- Sampath Raj  como Rana.
- Raveendran como Disco Douglas.
- Sreejith Ravi como Alex Peter.
- Joju George como Tony.
- Mridul Nair como IBM.
- Chemban Vinod Jose como Smuggler.
- Vijay Babu como Pandey.
- Sandra Thomas como Radhika.
- Samata Agarwal como Jomol.
- M. Bawa como taxista.

## Banda sonora
La banda sonora de Killi Poyi fue lanzada el 4 de agosto de 2014. Fue compuesta y arreglada por Rahul Raj.

| Pistas de la banda sonora de Kili Poyi |                                                   |          |  |
| N.º                                    | Título                                            | Duración |  |
| 1.                                     | «8 Inte Pani»                                     | 2:51     |  |
| 2.                                     | «Bad Bad Feeling»                                 | 1:35     |  |
| 3.                                     | «Beautiful Girl»                                  | 2:57     |  |
| 4.                                     | «Disco Douglas Alavalathi Shaji the Kolla Sangam» | 1:40     |  |
| 5.                                     | «Don Pandey»                                      | 1:15     |  |
| 6.                                     | «Imma Doped»                                      | 1:51     |  |
| 7.                                     | «Jomol a K a Jo»                                  | 0:56     |  |
| 8.                                     | «Kaattil Paayum»                                  | 3:07     |  |
| 9.                                     | «Kili Poyi»                                       | 4:02     |  |
| 10.                                    | «Kili Poyi (Opening Theme)»                       | 3:14     |  |
| 11.                                    | «KIli Poyi (Whistle)»                             | 1:17     |  |
| 12.                                    | «Manali Cream»                                    | 1:05     |  |
| 13.                                    | «Off to Goa»                                      | 1:04     |  |
| 14.                                    | «Psytrance Party»                                 | 5:36     |  |
| 15.                                    | «Shades of Kili Poyi»                             | 1:31     |  |
| 16.                                    | «The Chase»                                       | 2:09     |  |